# Hans-Jürgen Greye
Hans-Jürgen Greye (* 13. Mai 1954 in Dessau) ist ein deutscher Journalist und Autor.

## Leben
Greye studierte nach einem Volontariat bei der Tageszeitung Freiheit Journalismus an der Karl-Marx-Universität Leipzig und schloss dort mit Diplom ab. Ab 1978 war er als Redakteur bei der Freiheit tätig und schrieb Artikel, die 1982 in der Freiheit und der Wochenpost erschienen waren. Später wurde er Chef der Lokalredaktion Halle und war nach dem Umfirmierung zur Mitteldeutschen Zeitung ab mindestens 1992 für zehn Jahre als Ressortleiter für Landespolitik verantwortlich.
Vom Jahr 2005 bis zum Eintritt in den Ruhestand im Jahr 2014 war er Chefredakteur der Mitteldeutschen Zeitung in Halle/Saale, bis 2010 zusammen mit Jörg Biallas und nach dessen Weggang zusammen mit Hartmut Augustin. Danach veröffentlichte er im Mitteldeutschen Verlag sein erstes Buch.

## Werke
- als Herausgeber mit Lutz Würbach: MZ-Radpartien : Vier tolle Touren durch Sachsen-Anhalt mit Lutz Würbach. Mitteldeutscher Verlag, Halle (Saale) 2013, ISBN 978-3-95462-102-6.
- Eine blonde Geisha und andere bewegende Geschichten : Menschen aus Mitteldeutschland erzählen. Mitteldeutscher Verlag, Halle (Saale) 2015, ISBN 978-3-95462-541-3.
- Rot wie Blut, weiß wie Schnee … : der Hallesche FC in 40 Porträts. Mitteldeutscher Verlag, Halle (Saale) 2018, ISBN 978-3-96311-042-9.